# Елефтереска Бања
Елефтереска Бања (грч. Λουτρά Ελευθερών, Лутра Елефтерон) је бања у  општини Кушница у периферији Источна Македонија и Тракија, Грчка. Према попису из 2021. године био је 1 становник.
Елефтереска Бања се први пут помиње на попису из 1913. године, када је била без становника. Налази се у близини морске обале и богата је термалним изворима.